# Khopawa
Khopawa (nep. खोपावा) – gaun wikas samiti w środkowej części Nepalu w strefie Narajani w dystrykcie Bara. Według nepalskiego spisu powszechnego z 2001 roku liczył on 698 gospodarstw domowych i 4124 mieszkańców (2024 kobiet i 2100 mężczyzn).